# Poumpokoles
Cet article concerne le peuple poumpokole. Pour la langue poumpokole, voir Pumpokole.
Les Poumpokoles (ou Pumpokoles) formaient un peuple ienisseïen, partie des peuples également nommés Ostiaks. Par métissage et russification, ils ont disparu à la fin du XXe siècle.